# چارلز راس (مورخ)
چارلز راس (انگلیسی: Charles Ross؛ ۱ ژانویهٔ ۱۹۲۴ – ۱ ژانویهٔ ۱۹۸۶) با نام کامل چارلز دریک راس، یک تاریخ‌نگار و مورخ انگلیسی دوران اواخر قرون وسطی بود، او در مدرسه دستور زبان ویکفیلد و کالج براسنوز، آکسفورد تحصیل کرده بود که در آنجا یک پایان‌نامه دکترا در زمینه مقام بارونی در یورکشایر اوایل قرن پانزدهم میلادی نوشت، تحت نظارت ک.ب. مک‌فارلن، آثار او عمدتاً شامل تاریخ بعد از قرون وسطای انگلستان، اشراف، حق امتیاز، و نبردهای مربوط به جنگ رزها بود، پس از آن وی به مسند استادی تاریخ قرون وسطی در دانشگاه بریستول دست یافت، راس تا زمان مرگ خودش به سال ۱۹۸۶ در بریستول حضور داشت و در آن زمان توسط یک مزاحم در منزل خودش کشته شد